# Monograph
Monograph is Nils Øklands debuutalbum voor het Duitse platenlabel ECM Records. ECM is gespecialiseerd in muziek die moeilijk te catalogiseren is en dat is ook het geval met Monograph van Økland. Økland is bespeler van de Hardangerviool maar breidde zijn instrumentarium voor dit album uit met de “gewone” viool en de viola d'amore. Volgens Økland zijn de opgenomen stukken muzikale sfeerbeelden, die hem kwamen aanwaaien. De muziek klinkt als een soort blues voor de (Hardanger)viool, gelaten en vrij somber. Tegelijkertijd zijn er raakvlakken met stukken voor de soloviool uit de klassieke muziek dan wel folk. De akoestiek van de Olavskirken te Avaldsnes was uitgelezen voor de muziek, aangezien de hardangerviool toch al van zichzelf veel resonantie heeft. 

## Musici
- Nils Okland – Hardangerviool, viool en viola d’amore

## Muziek
Alle van Okland

| Nr. | Titel       | Duur |
| --- | ----------- | ---- |
| 1.  | Mønster     | 2:40 |
| 2.  | Pas de deux | 4:10 |
| 3.  | Kvelartak   | 3:14 |
| 4.  | Horisont    | 5:22 |
| 5.  | Mono        | 2:29 |
| 6.  | Rite        | 3:25 |
| 7.  | Ø           | 5:47 |
| 8.  | Snor        | 6:58 |
| 9.  | Slag        | 1:42 |
| 10. | Seg         | 3:31 |
| 11. | Dialog      | 4:16 |
| 12. | Skimte      | 4:19 |
| 13. | Nattsvermer | 3:58 |